# 希尼 (埃纳省)
希尼（法語：Chigny，法語發音：[ʃiɲi]）是法国北部上法蘭西大區埃纳省的一个市镇，属于韦尔万区。

## 地理
希尼（49°55'4"N, 3°46'15"E）面积10.47 平方千米，位于法国上法蘭西大區埃纳省，该省份为法国北部内陆省份，北起北部省，西接索姆省和瓦兹省，东临阿登省和马恩省，西南至塞纳-马恩省，东北部与比利时接壤。
与希尼接壤的市镇（或旧市镇、城区）包括：比龙福斯、克吕皮伊、昂格朗库尔、拉瓦克雷斯、勒谢勒、马尔济、马尔利-戈蒙、普鲁瓦西。

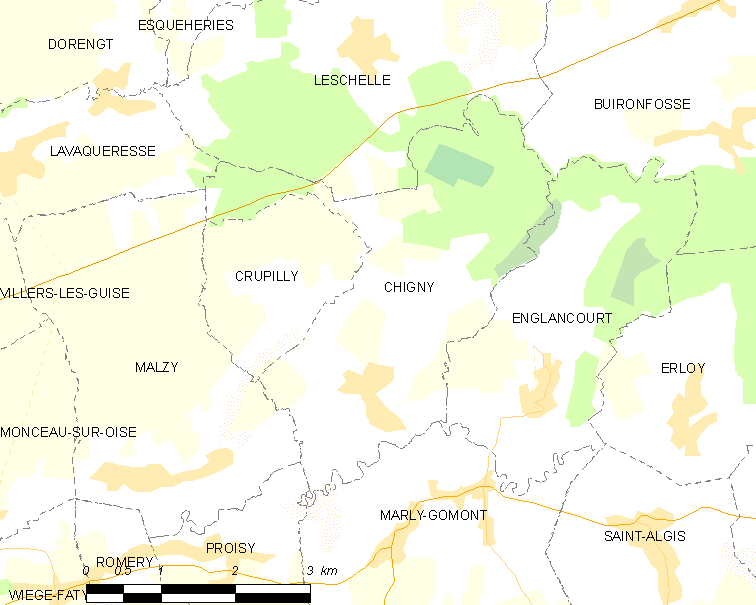
的OSM定位图

希尼的时区为UTC+01:00、UTC+02:00（夏令时）。

## 行政
希尼的邮政编码为02120，INSEE市镇编码为02188。

## 政治
希尼所属的省级选区为吉斯县。

## 人口

1962-2008年间人口变化图示

希尼于2022年1月1日时的人口数量为141人。